# Per Bondesson
Per Bondesson (i riksdagen kallad Bondesson i Svalöv), född 10 december 1843 i Svalövs församling, Malmöhus län, död 1 augusti 1921 i Malmö, var en svensk lantbrukare och politiker.
Bondesson föddes i Svalöv där han 1866 övertog faderns jordbruk. 1876 började han där bedriva mejerirörelse, som med tiden blev en av Sveriges största. Han ägande sig även åt att producera svingödning och uppfödning av avelsdjur. 1898 överlät han rörelsen på familjebolaget Per Bondessons landbruks AB. Som riksdagsman var han ledamot av första kammaren 1892–1907, invald i Malmöhus läns valkrets. 1896–1902 var han suppleant i Lagutskottet och 1903 suppleant i Bankoutskottet, där han 1904–1907 var ordinarie ledamot. Bondesson är begravd på Svalövs kyrkogård.